# Anopsicus troglodyta
Anopsicus troglodyta là một loài nhện trong họ Pholcidae. Loài này được phát hiện ở México.